# Wyłudzenie domeny
Wyłudzanie domeny internetowej (ang. reverse domain hijacking) – praktyka, która polega na próbie przejęcia środkami prawnymi atrakcyjnej domeny internetowej, powołując się na swoje prawa do znaku towarowego/zastrzeżonej nazwy i oskarżając pierwotnego jej właściciela o naruszenie tych praw.

## Przykłady

### Niemcy
Przykładem wyłudzania domeny jest akcja stacji telewizyjnej Deutsche Welle, która chciała uzyskać domenę dw.com od firmy Diamond Ware. To jednak jej się nie udało – WIPO napiętnowała tę próbę właśnie jako „reverse domain hijacking”.

### Polska
W Polsce Krakowska Fabryka Armatur chciała uzyskać domenę armatura.pl od firmy Venga. Była to próba nieudana, a Polska Izba Informatyki i Telekomunikacji zwróciła uwagę, że sporne słowo jest używane w języku potocznym i kojarzy się z wyposażeniem łazienek, a zatem nie może być kojarzone tylko z jednym podmiotem.
Kolejnym przykładem jest próba wyłudzania domeny oferta.eu od firmy TechVenture, przez abonenta domeny Oferta.pl (Wydawnictwo Prasowe A. Jezierskiego). W tym wypadku instytucją rozstrzygającą był ADR, którego orzeczenie ponownie wskazało na fakt próby zawłaszczenia słowa używanego w potocznym języku.
Następnym przykładem jest wyrok w sprawie domeny friko.pl. Powodem w sprawie była firma Onet.pl S.A., pozwanym Jarosław Krawczyk, Ósemka Internet Media. W tym przypadku próba wyłudzenia domeny także zakończyła się oddaleniem powództwa, a Sąd Polubowny ds. Domen Internetowych przy Polskiej Izbie Informatyki i Telekomunikacji w uzasadnieniu potwierdził m.in. że słowo „friko”, które weszło do języka potocznego jest wykorzystywane przez pozwanego w charakterze oznaczenia opisowego, wskazującego na bezpłatny charakter tego, do czego się ono odnosi.